# Schillerkopf
Der Schillerkopf ist ein 2006 m hoher Berg im Rätikon im österreichischen Bundesland Vorarlberg auf dem Gebiet der Marktgemeinde Nenzing. Er liegt in nördlichen Bereich der Fundelkopfgruppe.
Der Name Schillerkopf steht in Zusammenhang mit der Form des Bergprofils. Von Nordosten aus gesehen erinnert das Felsmassiv an ein Gesichtsprofil. Aufgrund der großen Nase, die derjenigen von Friedrich Schiller ähneln soll, wurde der Berg von zuvor Kessikopf in Schillerkopf umbenannt. Die „Nasenspitze“ ist gleichzeitig der höchste Punkt, hier befindet sich das Gipfelkreuz.
Der Gipfel stürzt nach Nordwesten unmittelbar in Vorarlbergs größte Doline, das „Kessiloch“, ab. Es hat knapp 300 Meter Durchmesser und ist 100 Meter tief.

## Zustiege
Der Gipfel ist nur aus dem Brandnertal über Wege erreichbar. Der südliche Aufstieg führt ab der Tschengla über den „Tälisteig“ auf den Südgrat des Schillerkopfs und von dort in wenigen Minuten über stellenweise mit Drahtseilen gesichertes, felsiges Gelände zum Gipfel. Die Route ist weiß-blau gekennzeichnet und gilt innerhalb der Wanderkategorien als schwer. Der zweite, nördlichere Zustieg beginnt ebenfalls an der Tschengla und erreicht den zwischen Schillerkopf und Mondspitze gelegenen Grat etwas südlich des Schillersattels (1847 m). Dort überquert er den Grat, umrundet die Doline von Norden, Westen und Süden und steigt ebenfalls zum Südgrat des Schillerkopfes, wo er auf den Tälisteig trifft, an.